# MONDO GIRLS
MONDO GIRLS（モンド・ガールズ）は、日本のアイドル・グループである。

## 経歴
CS放送チャンネルのMONDO21→MONDO TVのPRを主な目的として結成されたグループ。第1期は、同局の番組『グラビアの美少女』に出演したアイドルをメンバーとしている。
2004年3月21日、g☆girlフェスタ2004springに出演する。
2004年6月26日、イベント「MONDO GIRLS FOREVER」をもって、第1期MONDO GIRLSは解散する。
2007年3月28日、第2期MONDO GIRLSのメンバー5名が発表される。
これまでの出演番組に『MONDO GIRLSのぶっちゃけヤバくね!?』、『ビキスポ!』などがある。

## メンバー

### 第1期
- 倉貫まりこ
- 七海薫
- 葉里真央
- 宮前るい
- 吉川綾乃
- 田中裕美
- 松村あやか

### 第2期
- 永瀬麻帆
- 澤木律沙
- 戸田れい（2007年12月まで）
- 坂本りおん
- 雛田まゆこ（2008年2月まで）
- 小田ひとみ（2008年1月から）
- 水沢彩（2008年1月から）

### 第3期
- 川原麻衣
- 小林せな
- 津川智香子
- 長柄ひろみ
- Satoko

## テレビ番組
- 有言実行! MONDO GIRLS（2004年）
- MONDO GIRLSのぶっちゃけヤバくね!?（2007年）
- ビキスポ!（2010年）

## DVD
いずれもジャパンイメージコミュニケーションズ（JIC）から発売。
- 倉貫まりこ MONDO GIRLS COLLECTION Vol.1（2003年）
- 田中裕美 MONDO GIRLS COLLECTION Vol.2（2003年）
- 吉川綾乃 MONDO GIRLS COLLECTION Vol.3（2003年）
- 葉里真央 MONDO GIRLS COLLECTION Vol.4（2003年）
- 七海薫 MONDO GIRLS COLLECTION vol.5（2004年）
- 宮前るい MONDO GIRLS COLLECTION Vol.6（2004年）
- 松村あやか MONDO GIRLS COLLECTION Vol.7（2004年）